# Dock Sud
Dock Sud är en ort i Argentina.   Den ligger i provinsen Buenos Aires, i den centrala delen av landet, i huvudstaden Buenos Aires. Dock Sud ligger 4 meter över havet och antalet invånare är 35 897.
Terrängen runt Dock Sud är mycket platt. Havet är nära Dock Sud åt nordost. Runt Dock Sud är det mycket tätbefolkat, med 10 000 invånare per kvadratkilometer.. Närmaste större samhälle är Buenos Aires, 2,4 km norr om Dock Sud. 
Runt Dock Sud är det i huvudsak tätbebyggt.